# Antonio Maíllo
Antonio Maíllo Cañadas (Lucena, 2 de noviembre de 1966) es un filólogo, profesor de educación secundaria y político español, actual coordinador general de Izquierda Unida desde 2024.
Antes fue coordinador autonómico de Izquierda Unida Los Verdes-Convocatoria por Andalucía (IULV-CA). Es militante del Partido Comunista de España (PCE).
Es profesor de educación secundaria de latín en el IES San Blas de Aracena (Huelva).

## Biografía

### Orígenes familiares
Antonio Maíllo nació en Lucena (Córdoba), en el seno de una familia dedicada a la artesanía de aparejos de animales del campo. Pese a que sus padres apostaban por el mundo del Derecho, decidió dedicarse a las lenguas clásicas.

### Etapa universitaria
Maíllo es licenciado en Filología Clásica por la Universidad de Sevilla. Durante su etapa universitaria en Sevilla, fue un activo participante en el movimiento estudiantil, siendo elegido delegado de facultad y delegado del Consejo de Alumnos.
Activista de izquierdas desde los 18 años, ayudó a crear la Asamblea Local de IULV-CA de Lucena, su pueblo natal, en 1986. 

### Profesor y concejal en Sanlúcar de Barrameda
Tras aprobar en 1990, con 23 años, las oposiciones de profesor de Educación Secundaria, dio clases de latín y griego en el IES Francisco Pacheco de Sanlúcar de Barrameda, en la provincia de Cádiz.
Fue concejal por IULV-CA en Sanlúcar de Barrameda entre 1991 y 1995.

### Profesor y concejal en Aracena
En 1996 obtuvo su plaza definitiva en el IES San Blas de Aracena, en la provincia de Huelva, del que fue director entre 2005 y 2009. Como docente realizó estancias académicas en Finlandia, Bulgaria e Italia en el marco de proyectos educativos de la Unión Europea vinculados a la mejora educativa y la función directiva. Además del latín y el griego clásico, habla inglés e italiano. Coordinó la adaptación curricular de la asignatura de Latín a la Ley Orgánica de Educación para toda Andalucía. 
En el ámbito político, fue concejal en Aracena, ciudad en la que fue candidato a alcaldía, entre 2003 y 2011. Además, desde 1996 es militante del Partido Comunista de España (PCE). 

### Jefe de Servicio de Programas Educativos Internacionales
En 2009 es nombrado Jefe de Servicio de Programas Educativos Internacionales de la Dirección General de Participación e Innovación Educativa de la Consejería de Educación de la Junta de Andalucía, con sede en Sevilla.
En las elecciones generales de 2011 fue candidato a senador en la candidatura de IULV-CA por la provincia de Huelva.

### Director general de Administración Local
En junio de 2012, tras el acuerdo de gobierno en Andalucía entre el PSOE en Andalucía e IULV-CA, es nombrado director general de Administración Local de la Consejería de Administración Local y Relaciones Institucionales de la Junta de Andalucía.
Durante el ejercicio de sus funciones, se debatió el Anteproyecto de Ley de Racionalización y Sostenibilidad de la Administración Local, elaborado por el Gobierno central. Antonio Maíllo se posicionó contrario a la misma porque consideraba que el texto legislativo supondría la desaparición de servicios sociales, despidos de trabajadores públicos y la privatización de todos los servicios públicos.
Además, desde la Consejería destacan el trabajo realizado por Antonio Maíllo con los alcaldes de los municipios andaluces.

### Coordinador de IULV-CA y candidato a presidencia de la Junta de Andalucía
En el Consejo Andaluz de IULV-CA celebrado el 7 de junio de 2013 es propuesto como candidato a coordinador de la organización de izquierdas, propuesta a debatir en su XIX Asamblea andaluza.
, cargo al que accede con el mayor respaldo de la historia de la organización (83%) el 16 de junio de 2013

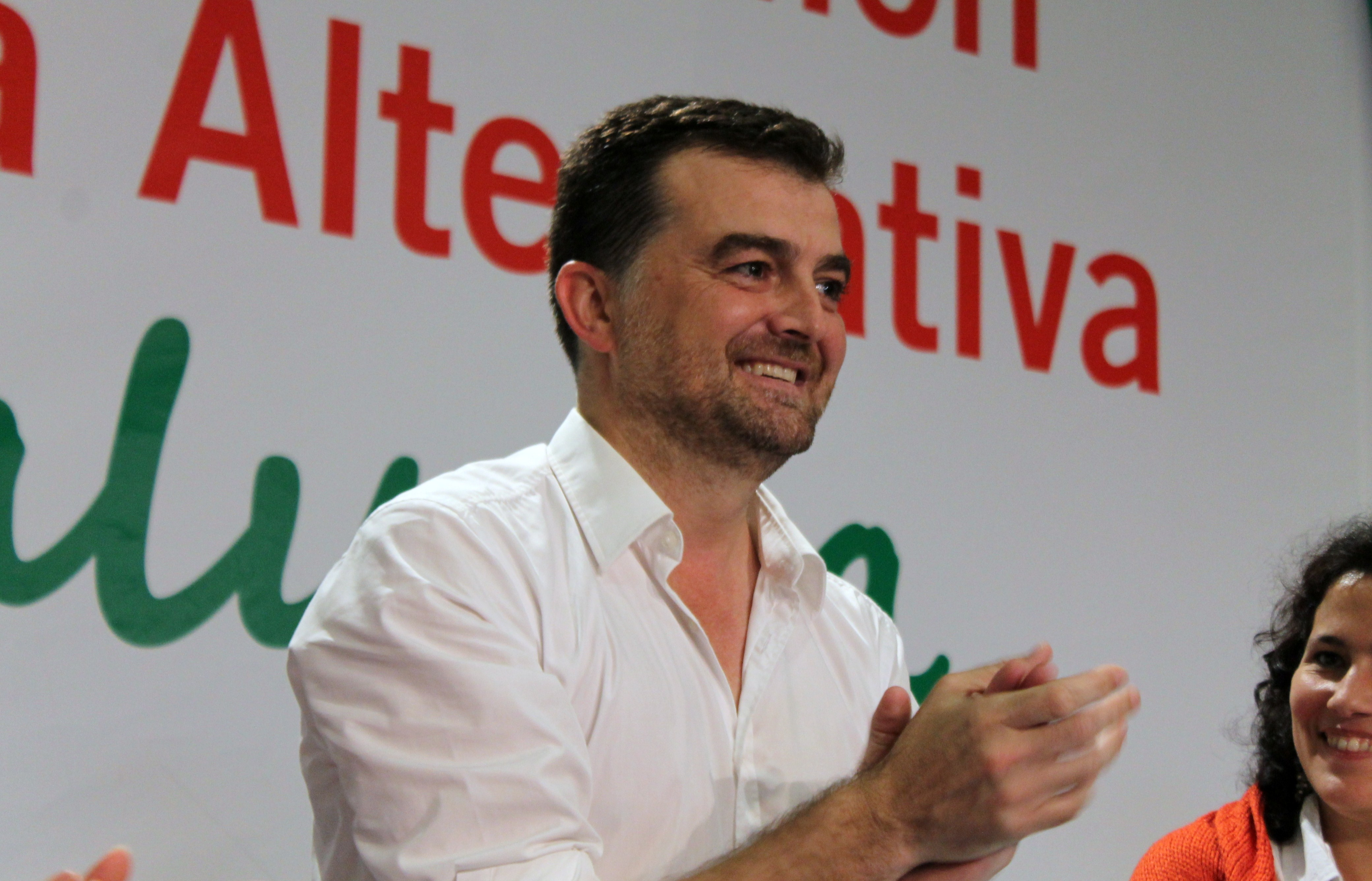
Maíllo en la XIX Asamblea de Izquierda Unida Andalucía en junio de 2013.

En julio de 2014, IULV-CA celebró elecciones primarias para la elección del candidato a la Presidencia de la Junta de Andalucía, participando más de 10.000 afiliados y simpatizantes de la federación. Antonio Maíllo resultó elegido al obtener el 88,39% de los votos.

### X Legislatura del Parlamento de Andalucía
Antonio Maíllo es elegido diputado por la circunscripción de Sevilla tras las elecciones al Parlamento de Andalucía celebradas el 22 de marzo de 2015. En este órgano, fue portavoz del Grupo Parlamentario de IULV-CA y en las Comisiones de Presidencia y Administración Local, de Educación, de Desarrollo Estatutario y en la Consultiva de Nombramientos, Relaciones con el DPA y Peticiones.
En diciembre de 2015, comenzando la campaña de las elecciones generales de 2015, fue ingresado de urgencia por una hemorragia digestiva. Tras más de tres meses alejado de la vida política activa, y después de una intervención quirúrgica, reapareció el 11 de marzo de 2016 en una entrevista en Canal Sur, anunciando que había padecido cáncer y que comenzaría un tratamiento de quimioterapia.
El 17 de marzo retomó su actividad parlamentaria participando en una sesión de control al gobierno, siendo recibido con emoción por el conjunto de diputados.

### Conformación de Adelante Andalucía
El 26 de mayo de 2018, IULV-CA y Podemos Andalucía hacían público su acuerdo de confluencia para concurrir conjuntamente a las elecciones autonómicas andaluzas y con el que ambas formaciones que existiría una dirección conjunta con igual peso de las dos formaciones la y celebración de primarias conjuntas. A este acuerdo se sumaron dos formaciones políticas andalucistas: Izquierda Andalucista y Primavera Andaluza. Finalmente la coalición electoral se llamó Adelante Andalucía. 
Tras las primarias, Antonio Maíllo y Teresa Rodríguez conformaron un tándem como candidatos a la Presidencia y a la Vicepresidencia de la Junta de Andalucía en las elecciones autonómicas de 2018 bajo la marca Adelante Andalucía que obtuvo finalmente 17 escaños en el Parlamento de Andalucía.
En la XI Legislatura del Parlamento de Andalucía, Antonio Maíllo ejerció como portavoz del Grupo Parlamentario de Adelante Andalucía.

### Dimisión y vuelta a la docencia
El 16 de junio de 2019, justo cuando cumplía seis años al frente de IULV-CA, anunció su dimisión como coordinador general y diputado autonómico, así como su vuelta a la docencia.

### Coordinador general de Izquierda Unida (desde 2024)
En noviembre de 2023 Alberto Garzón dimitió como coordinador general de Izquierda Unida y el partido tuvo que elegir nuevo líder en mayo de 2024, en la  XIII Asamblea Federal de IU. La lista que encabezó Antonio Maíllo obtuvo el 53,4% de los votos de la militancia, superando a la ministra Sira Rego.Antonio Maíllo se convirtió en el sexto coordinador general de Izquierda Unida. 
Al mes siguiente de resultar elegido Izquierda Unida, integrada en la coalición Sumar, se quedó fuera del Parlamento Europeo por primera vez en su historia. Maíllo fue crítico con Sumar y pidió un cambio en su estructura.